# 多摩角
多摩角（英語：Tama Point），是南極洲的海岬，位於毛德皇后地的奧拉夫王子海岸，處於多摩冰川東北面6公里，根據日本探險隊的測量和拍攝的空中照片繪入地圖，現時由南極條約體系管理。